# 鹰区

鹰区（Aquila）：位于紧邻锡耶纳市中心田野广场西南方，锡耶纳主教座堂位于该区。传统上，该区居民为公证员。
该区标志为双头黑鹰，一爪握剑，一爪握权杖，颜色是黄色，镶着蓝色和黑色。 
该区最后一次在赛马节中获胜是在1992年7月3日，他们共有24个正式的胜利。
鹰区是仅有的四个“高贵”区之一，查理五世在1536年在此受到热情接待，因而赐予这个称号。
鹰区的主保是圣母玛利亚，于9月8日庆祝。
鹰区与猫头鹰区和龙区结盟，与豹区敌对。